# الخط A للشبكة الجهوية السريعة في إيل دو فرانس
الخط A للشبكة الجهوية السريعة في إيل دو فرانس (بالفرنسية: Ligne A du RER d'Île-de-France) والمعروف إختصاراً بـ (بالفرنسية: RER A)، هو أحد خطوط الشبكة الجهوية السريعة في إيل دو فرانس التي تمتد من الشرق إلى الغرب عبر منطقة باريس الكبرى. يتألف الخط من عدة فروع، ويربط محطات سان جيرمان أون لاي، سيرجي، وبواسي في الغرب، بمحطات بواسي سان ليجير ومرن لا فالي في الشرق، مرورًا في قلب باريس.
افتُتح الخط على مراحل بدءًا من عام 1969 (حتى عام 1994)، لكنه أفتتح رسمياً بوضعه الحالي في 8 ديسمبر 1977، يبلغ طول الخط 109 كيلومترات، ويُشغّل من قبل الهيئة المستقلة للنقل في باريس، باستثناء فروع سيرجي وبواسي التي تديرها الشركة الوطنية للسكك الحديدية الفرنسية غرب محطة نانتير بريفكتشر.
يعد الخط A الأكثر ازدحامًا في الشبكة، حيث نقل 309.36 مليون مسافر في عام 2011، أي ما يعادل 1.4 مليون مسافر في يوم عمل عادي، ويقترب بانتظام من حد الاشباع، مما يجعله أحد أكثر الخطوط كثافة في العالم والأكثر كثافة في أوروبا. يساهم الخط A بمفرده بأكثر من ربع حركة النقل السككي في ضواحي باريس، وينقل في بعض الأيام عددًا من الركاب أكبر من إجمالي حركة الشبكات الأخرى للقطارات الإقليمية ما عدا ترانسيليان.
منذ بداية الألفية، تسببت تدهور الخدمة بسبب ازدحام البنية التحتية وتهالك المعدات في حوادث مادية وتأخيرات يومية تقريبًا. ساهمت الأعمال الكبيرة التي أُجريت بين عامي 2015 و2021، جنبًا إلى جنب مع تجديد المعدات وتعديل الجدول الزمني وإدخال نظام القيادة الآلية، في تحسين كبير في نسبة الالتزام بالمواعيد، التي بلغت حاليًا حوالي 93%.